# Kapala floridana
Kapala floridana (лат.) — вид паразитических наездников рода Kapala из семейства Eucharitidae подотряда стебельчатобрюхие перепончатокрылые насекомые. Эндемик США. Паразитоиды личинок и куколок муравьев (Formicidae) рода Pogonomyrmex (на виде Pogonomyrmex badius Latreille). Вид был описан в 1885 году американским энтомологом Уильямом Эшмидом (1855—1908) под названием Thoracantha floridana по материалам из Флориды.

## Распространение
Северная Америка, США: Алабама, Джорджия, Луизиана, Флорида.